# Pingwu
Pingwu is een arrondissement in de provincie Sichuan in China. Pingwu ligt in het zuiden van China. Pingwu is de zetel van het arrondissement Pingwu. Pingwu heeft het grootste kamp met een mijn in Sichuan.